# Bien (philosophie)
Pour les articles homonymes, voir Bien.

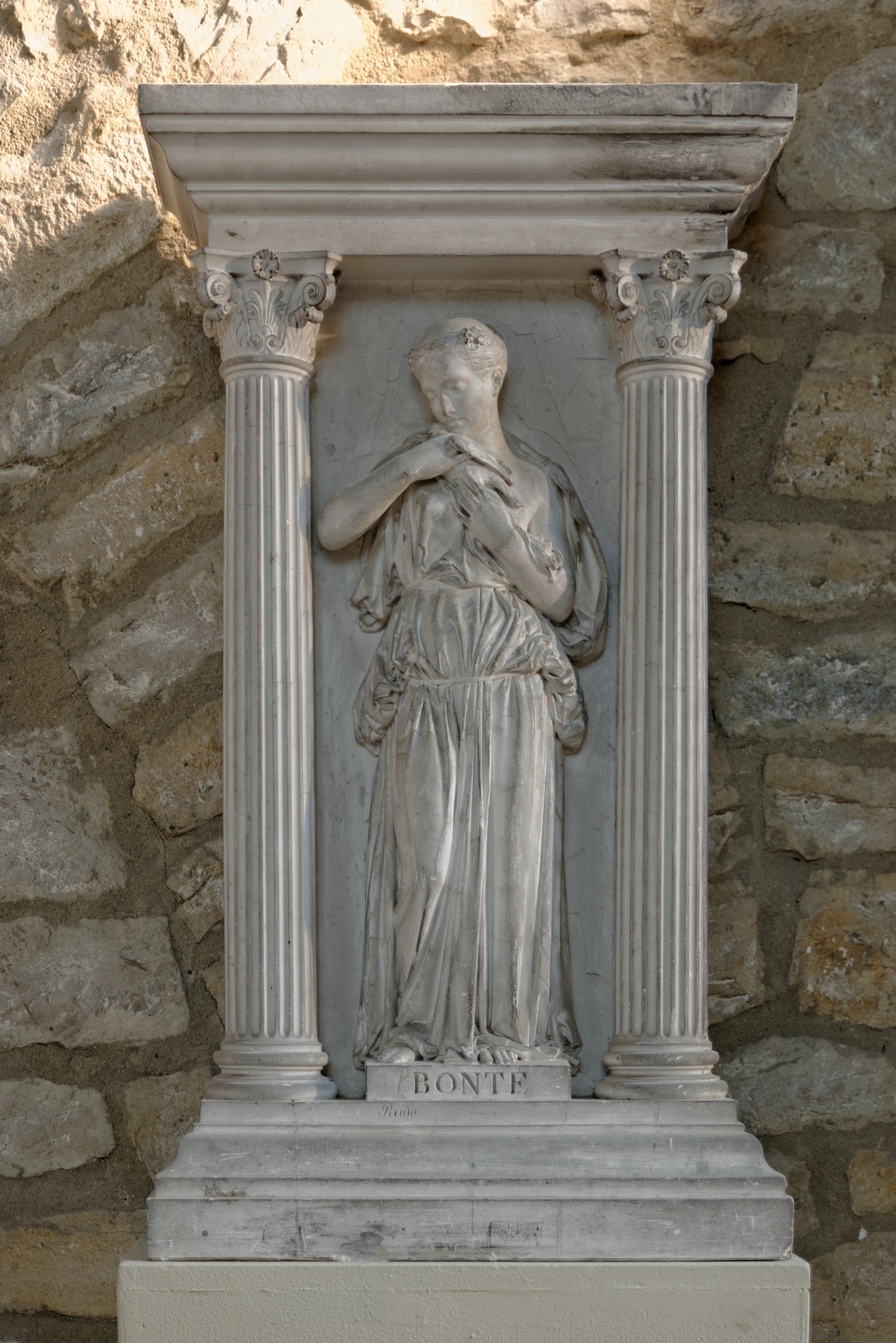
La Bonté (1839). Plâtre (Surmoulage) au musée François Rude de Dijon.

Le Bien est, avec l'Un et le Vrai, l'un des trois transcendantaux de la Scolastique ; il est surtout de nos jours la valeur normative de la morale, avec comme opposé le Mal. La détermination de ce qui est bien ou mal, à distinguer de ce qui fait du bien, de ce qui fait mal, peut se faire dans le cadre des règles de civilité, de l'honneur, de l'utilité collective, de l'intérêt public, ou au contraire particulier. Ces différents ordres peuvent être en contradiction : ce qui est bien dans un domaine, peut ne pas l'être sur un autre plan ; on parle alors soit de dilemme, soit de conflit d'intérêts.
Depuis l'origine de la pensée philosophique, des accentuations différentes sur le sens prédominant de la notion de Bien ont été successivement mises en avant comme le montre le plan du Dictionnaire des concepts philosophiques. Au point de vue d'une philosophie, la signification et la pertinence même des concepts de bien et de mal ont fait l'objet de nombreuses analyses divergentes.

## Utilisation du terme en philosophie

### Définition
Selon les Définitions de Platon, le Bien est « ce qui n’a d’autre fin que soi-même »,,,.
Employé comme nom en métaphysique, le Bien désigne ce qui est absolument désirable. Il est donc partie liée au désir, et plus particulièrement au désir défini comme positivité, c’est-à-dire comme générateur de valeur – et non ici comme négativité, comme manque.
Il s'agit là du désir humain basé sur l'esprit contrairement au désir animal qui est basé sur les sens. Ainsi, quand Socrate dit que « celui qui commet une faute se montre mauvais archer de l'existence : il vise mal la cible qui est la même pour tous : le bien »[réf. nécessaire], il explique que le désir humain est de faire le bien mais il faut bien comprendre qu'il ne s'agit pas du désir animal qui au contraire pousse l'homme dans le monde des animaux, dans l'erreur.
Le « bien » est un terme qui figure dans de nombreuses œuvres philosophiques et dont les interprétations varient quelque peu.
- On différencie le « Bien », valeur catégorique, suprême, idéale, et le « bien » ou le « bon », état relatif et restreint (cela prend part aux distinctions typographiques propre à la philosophie, telle « Idée » et « idée » qui se réfèrent à des concepts distincts). Un acte annoncé « bien » est donc, s'il est à effectuer, une chose que l'on doit réaliser, et s'il a déjà été accompli, une chose approuvée. À ce sujet Spinoza indique : « J’entends par bien ce que nous savons, de toute certitude, nous être utile »[7].
- Dans la tradition grecque (chez Platon notamment) le bien (agathos) est ce dont la possession procure le bonheur (eudaimonia), qui est la fin ultime poursuivie par tout être humain[8].

- Dans l'analyse qu'a fait Kant, l'expression du « Souverain bien » antique désigne tantôt l'idée de quelque chose de digne, de probe, ce qui n'est relatif qu'à la morale, et tantôt un état absolu de complétude (qui ne serait donc pas fragmentable).

D'autre part, on parle aussi des biens extérieurs chez certains philosophes (Aristote, Sénèque). D’après Théophraste, Platon tendait à identifier l’Idée du Bien avec le dieu suprême.